# Fra i due litiganti il terzo gode
Fra i due litiganti il terzo gode è un dramma giocoso in tre atti del compositore Giuseppe Sarti basato sul libretto Le nozze di Carlo Goldoni. Il celebre libretto goldoniano, messo in musica già da diversi altri compositori, fu revisionato per Sarti da un librettista del quale non ci è giunto il nome.

## Storia
L'opera fu rappresentata per la prima volta nell'ambito della stagione autunnale del Teatro alla Scala di Milano con Anna Selina Storace e Francesco Benucci, il 14 settembre 1782, periodo nel quale Sarti era attivo come maestro di cappella del Duomo.
Fra i due litiganti divenne celebre nel Settecento, tant'è che Mozart inserì nel fatale banchetto finale del suo Don Giovanni il motivo dell'aria Come un agnello. In pochi anni il dramma giocoso acquisì successi in mezza Europa, subendo talvolta traduzioni, revisioni con l'inserimento di arie di altri compositori (come Salieri ed Anfossi) e rappresentazioni sotto diversi titoli. Tra le varie riprese si ricordano in particolare quella di Venezia data lo stesso sotto il titolo I pretendenti delusi, quelle di Napoli e Londra messe in scena nel 1784 rispettivamente sotto i titoli Le nozze di Dorina e I pretendenti delusi e rappresentazione parigina tradotta in francese. I numerosi consensi che ottenne l'autore con I due litiganti fruttò l'invito per l'impiego presso San Pietroburgo da parte di Caterina la Grande.
Anche Giovanni Paisiello compose nel 1772 un'opera dal titolo simile, Tra i due litiganti il terzo gode, sempre basata sul medesimo testo goldoniano, ma impiega una diversa revisione del libretto approntata da Giovanni Battista Lorenzi.

## Rappresentazioni in tempi moderni e registrazioni
In tempi moderni l'opera fu portata in scena (e registrata) per la prima volta al Teatro Comunale di Bologna nel 1986 sotto la direzione di Paolo Olmi. L'anno successivo venne rappresentata anche a New York.